# Gino Corallo
Gino Corallo SDB (* 11. Oktober 1910 in Randazzo; † 12. Dezember 2003 in Pedara) war ein italienischer Salesianer Don Boscos, römisch-katholischer Theologe und bekannter Pädagoge.
Gino Corallo war zwischen 1953 und 1954 Gründungsdirektor des Italienischen Instituts für pädagogische Forschung und von 1966 bis 1968 Rektor der Hochschule der Salesianer (der späteren Päpstlichen Universität der Salesianer) in Turin. Zudem war er Direktor des IRRSAE (Istituto Regionale di Ricerca, Aggiornamento e Sperimentazione Educativa per la Sicilia). Er lehrte bis 1985 an verschiedenen italienischen Universitäten.
Er ist Namensgeber der 1990 gegründeten Bibliothek „Gino Corallo“ an der Universität Bari, einer umfangreichen Bibliothek über Pädagogik und Erziehungswissenschaften mit 28.000 Monographien und 332 Zeitschriften.

## Schriften
- La pedagogia di John Dewey, 1950